# Articulation interphalangienne du pied
Les articulations interphalangiennes du pied sont les articulations qui unissent une à une les phalanges du pied.

## Description
Chaque orteil excepté l'hallux possède deux articulations interphalangiennes : une proximale entre sa phalange proximale et sa phalange moyenne, et une distale entre sa phalange moyenne et sa phalange distale.
L'hallux n'a qu'une articulation interphalangienne entre sa phalange proximale et sa phalange distale.
Toutes les articulations interphalangiennes du pied sont des ginglymes.

## Surfaces articulaires
La poulie de la ginglyme est constituée de la trochlée de la phalange située sur la tête de la phalange la plus proximale qui répond à la base de la phalange la plus distale.

## Moyens d'union
Chaque articulation interphalangienne possède deux ligaments collatéraux : un latéral et un médial. La capsule est renforcée sur sa face plantaire par un ligament plantaire.

## Anatomie fonctionnelle
Les seuls mouvements autorisés dans les articulations interphalangiennes du pied sont la flexion et l'extension.
Ces mouvements sont plus amples entre la phalange proximale et la phalange moyenne qu'entre la moyenne et la distale.
L'extension est limitée par les ligaments plantaires et collatéraux.
Le muscle long fléchisseur de l'hallux fléchit l'articulation interphalangienne du gros orteil. Le muscle fléchisseur commun des orteils fléchissent les quatre orteils latéraux.